# Aegostheta sjoestedti
Aegostheta sjoestedti är en skalbaggsart som beskrevs av Moser 1922. Aegostheta sjoestedti ingår i släktet Aegostheta och familjen Melolonthidae. Inga underarter finns listade i Catalogue of Life.